# Tief
Tief é o primeiro álbum da banda alemã Maerzfeld.

## Lista de Faixas
| N.º            | Título             | Duração |  |
| 1.             | "Vollkommen"       | 3:39    |  |
| 2.             | "Still"            | 4:26    |  |
| 3.             | "Hübschlerin"      | 3:58    |  |
| 4.             | "Erleuchtung"      | 4:20    |  |
| 5.             | "Ich flieg"        | 4:02    |  |
| 6.             | "Vaterland"        | 3:24    |  |
| 7.             | "Lass Ab"          | 3:52    |  |
| 8.             | "Tief"             | 4:05    |  |
| 9.             | "Virus (Der Gast)" | 5:00    |  |
| 10.            | "Exil"             | 3:39    |  |
| 11.            | "Schwarzer Mann"   | 3:51    |  |
| Duração total: | Duração total:     | 44:15   |  |